# SMS Stralsund (1911)
Крейсер «Штральзунд» (нем. SMS Stralsund) — лёгкий крейсер типа «Магдебург» Германских имперских ВМС (Кайзерлихмарине). В этот тип также входили три других крейсера: «Магдебург», «Бреслау» и «Страсбург». Крейсер «Штральзунд» был построен на верфи AG Weser в городе Бремен в период с 1910 по декабрь 1912 года, после чего он вошёл в состав Флота Открытого моря (Гохзеефлотте). Корабль был вооружён главной батареей из двенадцати орудий SK L/45 калибра 10,5 см, развивал скорость в 27,5 узлов (50,9 км/ч).
«Штральзунд» был передан разведывательным силам Гохзеефлотте, где и провёл большую часть службы. Участвовал в значимых сражениях раннего периода Первой мировой войны, включая несколько операций у британского побережья и битв у Гельголандской банки и Доггер-банки в августе 1914 года и в ноябре 1915 года. В этих боях крейсер не получил повреждений. Корабль пропустил Ютландское сражение, поскольку в это время находился в доках на ремонте. После войны крейсер некоторое время прослужил в Рейхсмарине, после чего был передан союзникам по Антанте. Служил во французском флоте под названием «Mulhouse» до 1925 года. Корабль был официально вычеркнут из списков в 1933 году и через два года разобран на металл.

## Конструкция
«Штральзунд» был заложен по контракту «Эрзац Корморан» в 1910 году на верфи AG Weser в г. Бремен. 4 ноября 1911 года корпус был спущен на воду, после чего начались работы по достройке корабля. 10 декабря 1912 года корабль вошёл в состав Флота открытого моря (Гохзеефлотте).
Вооружение крейсера составляли двенадцать 105 мм скорострельных орудий системы SK L/45 на одиночных опорах, Два орудия были размещены рядом на носу, восемь вдоль бортов по четыре на каждом борту и два бок о бок на корме. Орудия имели максимальный наклон в 30 градусов, что позволяло им поражать цели на расстоянии в 12.700 м, боезапас составлял 1800 выстрелов, по 150 на орудие. Также крейсер нёс два 50-см подводных торпедных аппарата, с боезапасом по пять торпед на аппарат. Аппараты были установлены в корпусе судна под водой. Крейсер также мог нести 120 морских мин. Корабль был защищён броневым поясом до ватерлинии толщиной в 60 мм. Толщина стен рубки составляла 100 мм, палуба была прикрыта тонкой бронеплитой 60 мм толщины.

## Служба
«Штральзунд» провёл большую часть службы в составе разведывательных сил Гохзеефлотте. 16 августа через две недели после начала первой мировой войны «Штральзунд» и «Страсбург» отправились в Хофден на поиски британских разведывательных сил. Два крейсера встретили группу из шестнадцати британских эсминцев и одного лёгкого крейсера на дистанции примерно в 10 км. Поскольку британцы серьёзно превосходили в численности, германские крейсера оторвались от противника и вернулись в порт. Первым серьёзным боестолкновением для «Штральзунда» стала битва в Гельголандской бухте 28 августа 1914 года. Британские линейные и лёгкие крейсера атаковали германское разведывательное прикрытие в Гельголандской бухте. В 12.30 «Штральзунд», «Данциг» и «Ариадне» явились на помощь контр-адмиралу Леберхту Маасу и незамедлительно повернули против британских лёгких крейсеров. Вскоре после этого вмешались британские линейные крейсера и потопили крейсер «Ариадне» и флагманский корабль адмирала Мааса «Кёльн». «Штральзунд» и уцелевшие лёгкие крейсера отступили в туман, им на помощь подошли линейные крейсера из первой разведывательной группы. «Штральзунд» и «Данциг» вернулись и спасли большую часть экипажа «Ариадне».
«Штральзунд» участвовал в рейде на Ярмут 2-3 ноября 1914 года, осуществлял разведывательное прикрытие первой разведывательной группы. В то время как линейные крейсера обстреливали город Ярмут, «Штральзунд» поставил минное поле, на котором подорвались и утонули пароход и подлодка HMS D5, вышедшая на перехват германских рейдеров. После завершения обстрела германская эскадра вернулась в порт, не повстречав британских сил. «Штральзунд» участвовал в рейде на Скарборо, Хартлпул и Уитби 15-16 декабря, осуществлял разведывательное прикрытие первой разведывательной группы. При отступлении после обстрела немцы едва не были перехвачены британцами. Крейсер HMS Southampton и торпедных катеров заметили «Штральзунд». Однако благодаря суматохе, возникшей на борту британского флагмана, германской эскадре удалось скрыться. 25 декабря британцы предприняли рейд на Куксхафен (воздушную атаку германской военно-морской базы Куксхафен и базы ВВС Нордхолц). Экипаж «Штральзунда» вступил в бой с одним из аэропланов, но не смог его сбить.

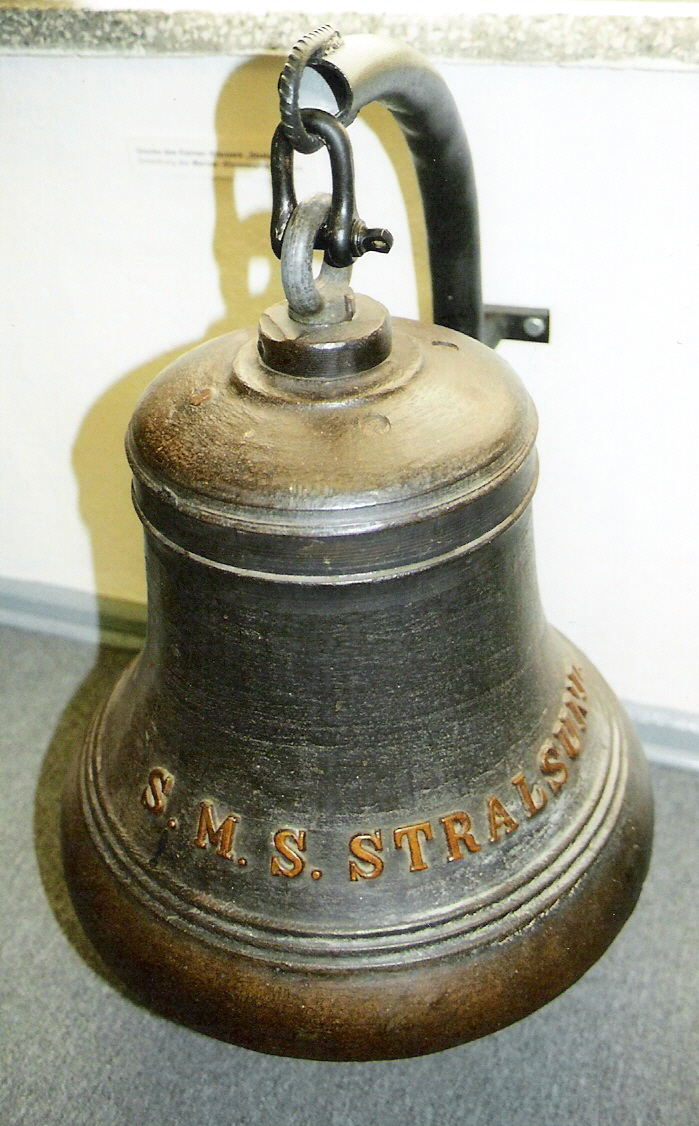
Колокол «Штральзунда» на военно-морском мемориале в Лабё

В ходе сражения у Доггер-банки 24 января 1915 года крейсер также участвовал в разведывательном прикрытии первой разведывательной группы. «Штральзунд» и «Граудениц» были поставлены на фронт прикрытия, «Росток» и «Кольберг» находились на флангах, каждый крейсер поддерживала половина флотилии торпедных катеров. В 08.15 наблюдатели с «Штральзунда» и «Кольберга» заметили столбы дыма больших британских кораблей, приближающихся к германской эскадре. Поскольку главные силы немцев находились в портах, и не могли помочь линейным крейсерам адмирал Хиппер приказал уходить на высокой скорости. Тем не менее, британским линейным крейсерам удалось догнать немцев и последующем бою большой броненосный крейсер «Блюхер» был потоплен.
«Штральзунд» не принял участия в Ютландской битве (31 мая — 1 июня 1916 года), в то время его перевооружали на 150-мм орудия SK L/45 на верфи Kaiserliche Werft в г. Киль. Двенадцать 105-мм орудий были заменены на 150-мм орудия и два 88-мм SK L/45. 2 февраля 1918 года «Штральзунд» подорвался на мине, установленной британскими кораблями в Северном море. Дредноут «Кайзер» и другие корабли подняли пары, чтобы эскортировать «Штральзунд» в порт. Корабль не смог участвовать в масштабной операции флота 23-34 апреля 1918 года по перехвате британского конвоя в Норвегии.
После войны «Штральзунд» краткое время служил в реорганизованном Рейхсмарине в 1919 году. Согласно Версальскому договору крейсер должен был быть разоружён и передан союзникам в течение двух месяцев после подписания договора. Корабль был передан Франции как военный приз под литерой передачи «Z», официально получен французами в Шербуре 3 августа 1920 года. Корабль был переименован в «Мюлуз» (Mulhouse) и краткое время служил во французском флоте до ремонта в Бресте в 1925 году. К тому времени корабль был изношен и был переведён в резерв после окончания ремонта. 15 февраля 1933 года «Мюлуз» был вычеркнут из военно-морского регистра и был разделан на металл в Бресте в 1935 году. Корабельный колокол был позднее возвращён в Германию и в настоящее время выставлен в военно-морском мемориале в Лабё.